# Fulgoroidea
Fulgores
Super-famille
Les Fulgoroidea sont une super-famille d'insectes hémiptères du sous-ordre des Auchenorrhyncha.
Les fulgores forment un groupe d'environ 7 000 espèces d'hémiptères piqueurs qui vivent surtout en zone tropicale.

## Description
Ils ont des antennes courtes formées de deux articles basilaires et d'un fouet ; elles sont insérées sous l'œil, souvent dans l'échancrure de la masse oculaire. Leur tête montre un front caréné.

## États des populations
En 2012, 3 chercheurs montrent que même dans les aires protégées d’Europe centrale on enregistre un « déclin à long terme » de l'abondance de ces espèces dans les prairies sèches.

## Systématique
Selon World Auchenorrhyncha Database, cette superfamille regroupe les familles suivantes :
- Acanaloniidae Amyot & Audinet-Serville, 1843
- Achilidae Stål, 1866
- Achilixiidae Muir, 1923
- Caliscelidae Amyot & Audinet-Serville, 1843
- † Cicadopsyllidae Martynov, 1933
- Derbidae Spinola, 1839
- Dictyopharidae Spinola, 1839
- Eurybrachidae Stål, 1862
- Flatidae Spinola, 1839
- Fulgoridae Latreille, 1807
- Gengidae Fennah, 1949
- Hypochthonellidae China & Fennah, 1952
- Issidae Spinola, 1839
- † Limfjordiidae Willman, 1977
- Lophopidae Stål, 1866
- Nogodinidae Melichar, 1898
- Ricaniidae Amyot & Audinet-Serville, 1843
- Tettigometridae Germar, 1821
- Tropiduchidae Stål, 1866
- † Yetkhatidae Song, Szwedo & Bourgoin, 2019
- genres non attribués à une famille :
  - Bodecia Walker, 1868
  - † Diaplegma Scudder, 1890
  - † Heseneuma Brauckmann & Schlüter, 1993
  - † Knezouria Jell, 1993
  - † Laiyangella Zhao, Bourgoin & Luo, 2022
  - † Lapicixius Ren, Yin & Dou, 1998
  - † Megaleurodes Hamilton, 1990
  - † Oliarites Scudder, 1890
  - † Planophlebia Scudder, 1879
  - † Sanctipaulus Pinto, 1956
  - Thiscia Stål, 1862
  - Ziartissus Qadri & Mirza, 1966

Selon FLOW, ITIS (30 août 2017) (après retrait des Meenoploidea et Delphacoidea) :
- famille Acanaloniidae Amyot & Serville, 1843
- famille Achilidae Stål, 1866
- famille Achilixiidae Muir, 1923
- famille Caliscelidae Amyot & Serville, 1843
- famille Derbidae Spinola, 1839
- famille Dictyopharidae Spinola, 1839
- famille Eurybrachidae Stål, 1862
- famille Flatidae Spinola, 1839
- famille Fulgoridae Latreille, 1807
- famille Gengidae Fennah, 1949
- famille Hypochthonellidae China & Fennah, 1952
- famille Issidae Spinola, 1839
- famille Lophopidae Stål, 1866
- famille Nogodinidae Melichar, 1898
- famille Ricaniidae Amyot & Serville, 1843
- famille Tettigometridae Germar, 1821
- famille Tropiduchidae Stål, 1866